# Tetrixocephalus bilineatus
Tetrixocephalus bilineatus is een rechtvleugelig insect uit de familie Ommexechidae. De wetenschappelijke naam van deze soort is voor het eerst geldig gepubliceerd in 1979 door Ronderos.